# Kategoria e Parë 1930
Die Kategoria e Parë 1930 (sinngemäß: Erste Liga) war die erste organisierte Fußballmeisterschaft in Albanien. Die Spielzeit dauerte vom 6. April bis zum 6. Juli 1930.

## Geschichtlicher Abriss zum albanischen Fußball bis 1930
Zu Beginn des 20. Jahrhunderts erreichte der Fußballsport Albanien: Missionierende Studenten sollen in Shkodra mit einem Ball gespielt haben. In den ersten Jahren gab es allerdings noch keinen organisierten Spielbetrieb. Anfangs spielten vor allem Kinder auf Wiesen oder auf den Straßen mit improvisierten Toren. Auch an Schulen wurde gespielt. Als erstes überliefertes Fußballspiel gilt eine Austragung von österreichisch-ungarische Soldaten gegen eine Auswahl Einheimischer in Shkodra im Sommer 1913. Doch mit der Zeit spielten sogar Verwaltungsbeamte und Finanzdirektoren in der Freizeit Fußball. Um 1920 wurden die ersten Vereine gegründet, die auch in anderen Städten Spiele austrugen. Einige Klubs nahmen sogar am italienischen Spielbetrieb teil. Am 6. Juni 1930 wurde schließlich der nationale Fußballverband Federata Shqiptare e Futbollit gegründet. Bereits zwei Monate zuvor hatte die erste nationale Meisterschaft begonnen, die mit Hilfe des griechischen Verbandes EPO organisiert wurde.

## Saisonverlauf
Sechs Teams nahmen an der Meisterschaft teil, die mit Hin- und Rückrunde ausgetragen wurde. Zur Entscheidung wurden nach Abschluss der Runde zwischen den punktgleichen Führenden SK Tirana und KS Skënderbeu Korça zwei Play-off-Spiele anberaumt. Aufgrund des Verzichts von Skënderbeu wurde der SK Tirana erster albanischer Fußballmeister. Vorausgegangen war eine umstrittene Szene in der Partie SK Tirana gegen Skënderbeu Korça am letzten Spieltag: Skënderbeu reklamierte, dass ihnen ein klares Tor nicht gegeben worden sei. Das Publikum in Korça ließ deshalb die Spieler beim ersten Finalspiel nicht auf den Platz. Gerade, wenn sie sich ungerecht behandelt fühlten, hätten die Spieler damals sehr heftig reagiert, berichtete der englische Schiedsrichter, der das erste Finalspiel hätte pfeifen sollen. Es sei damals immer wieder vorgekommen, dass Spieler das Feld verlassen und Schiedsrichter bedroht hätten.
Nur um einen Punkt verpasste der Dritte Bashkimi Shkodran (heute KS Vllaznia Shkodra) den ersten Rang. Insgesamt wurden 32 Partien ausgetragen, in denen 80 Tore fielen (2,5 pro Spiel). Der Titelträger SK Tirana stellte mit Emil Hajnali und Rexhep Maçi vermutlich auch die Toptorschützen mit jeweils drei Treffern. Sicher ist dies wegen verlorengegangener beziehungsweise unvollständiger Daten allerdings nicht zu belegen.
Am 19. Juli, nach anderer Quelle am 20. Juli, wurde die Mannschaft des Meisters SK Tirana vom albanischen König Ahmet Zogu in Tirana ausgezeichnet. Er bezeichnete die Spieler als Hoffnung der Heimat.

## Vereine
| Verein              | Logo                     | Stadt   |
| ------------------- | ------------------------ | ------- |
| KS Teuta Durrës     | Logo Teuta Durrës        | Durrës  |
| KF Urani Elbasan    | Logo KS Elbasani         | Elbasan |
| KS Skënderbeu Korça | Logo Skënderbeu          | Korça   |
| Bashkimi Shkodran   | Logo FK Vllaznia Shkoder | Shkodra |
| SK Tirana           | Logo SK Tirana           | Tirana  |
| Sportklub Vlora     | Logo Flamurtari Vlora    | Vlora   |

## Abschlusstabelle
| Pl. | Verein              | Sp. | S | U | N | Tore    | Quote | Punkte |
| --- | ------------------- | --- | - | - | - | ------- | ----- | ------ |
| 1.  | SK Tirana           | 10  | 5 | 4 | 1 | 017:700 | 2,43  | 14:60  |
| 2.  | KS Skënderbeu Korça | 10  | 5 | 4 | 1 | 014:500 | 2,80  | 14:60  |
| 3.  | Bashkimi Shkodran   | 10  | 4 | 5 | 1 | 020:140 | 1,43  | 13:70  |
| 4.  | KS Teuta Durrës     | 10  | 3 | 2 | 5 | 012:170 | 0,71  | 08:12  |
| 5.  | KF Urani Elbasan    | 10  | 3 | 1 | 6 | 009:200 | 0,45  | 07:13  |
| 6.  | Sportklub Vlora     | 10  | 1 | 2 | 7 | 004:130 | 0,31  | 04:16  |

## Kreuztabelle
| 1930                | SK Tirana | KS Skënderbeu Korça | Bashkimi Shkodran | KS Teuta Durrës | KF Urani Elbasan | SK Vlora |
| SK Tirana           |           | 0:0                 | 1:1               | 3:0             | 3:1              | 3:0      |
| KS Skënderbeu Korça | 0:0       |                     | 0:0               | 2:0             | 4:0              | 0:0      |
| Bashkimi Shkodran   | 3:2       | 2:4                 |                   | 3:3             | 1:1              | 2:0      |
| KS Teuta Durrës     | 2:2       | 0:2                 | 2:3               |                 | 3:1              | 1:0      |
| KF Urani Elbasan    | 0:2       | 1:2                 | 0:4               | 1:0             |                  | 2:0      |
| Sportklub Vlora     | 0:1       | 2:0                 | 1:1               | 0:1             | 1:2              |          |

## Finalspiele
| Datum         |                     | Ergebnis |                     | Ort    |
| ------------- | ------------------- | -------- | ------------------- | ------ |
| 29. Juni 1930 | KS Skënderbeu Korça | *0:2 *   | SK Tirana           | Korça  |
| 6. Juli 1930  | SK Tirana           | *2:0 *   | KS Skënderbeu Korça | Tirana |
| Gesamt:       | KS Skënderbeu Korça | 0:4      | SK Tirana           |        |

## Die Mannschaft des Meisters SK Tirana
| 1.             | SK Tirana |
| -------------- | --- |
| Logo SK Tirana | Rudolf Gurashi, Abdullah Shehri, Irfan Gjinali, Xhelal Kashari, Vasil Kajano, Gjon Sabati, Llazar Miha, Mark Gurashi, Bexhet Jolldashi, Shefqet Ndroqi, Isuf Dashi, Selman Stërmasi, Adem Karapici, Hysen Kusi, Mustafa Begolli, Hilmi Kosova, Emil Hajnali, Rexhep Maçi. - Trainer: Selman Stërmasi |